# Универзитет Јонсеј
Универзитет Јонсеј (кореј. 연세대학교) је приватни универзитет у Сеулу. Део је групе SKY, коју чине три најпрестижнија универзитета у Јужној Кореји.